# Zimní olympijské hry 1944
Zimní olympijské hry 1944 (5. zimní olympijské hry) byly původně přiznány italské Cortině d'Ampezzo, měly se konat v únoru 1944. Kvůli druhé světové válce byly roku 1941 zrušeny. V Cortině d'Ampezzo se konaly VII. zimní olympijské hry (1956).